# Draganowa
Draganowa – wieś w południowo-wschodniej Polsce, położona w województwie podkarpackim, w powiecie krośnieńskim, w gminie Chorkówka. Położona na pograniczu Beskidu Niskiego i Podgórza Karpackiego wieś o bogatej historii sięgającej XIV w. (pierwsze pisane wzmianki pochodzą z 1366 roku). Wieś położona w pobliżu tzw. Doliny Śmierci.
We wsi znajduje się wybudowany w roku 1985 rzymskokatolicki kościół filialny pod wezwaniem Matki Bożej Różańcowej należący do parafii pw. Narodzenia NMP w Kobylanach w dekanacie Dukla, archidiecezji przemyskiej.

## Położenie
W latach 1975–1998 miejscowość administracyjnie należała do województwa krośnieńskiego.
Wieś Draganowa położona jest na pograniczu Podgórza Jasielskiego i Beskidu Niskiego. Pod względem administracyjnym wchodzi w skład gminy Chorkówka w województwie podkarpackim. Od północy graniczy z Sulistrową, od północnego wschodu z Kobylanami i Pałacówką, od południa z Górami Iwielskimi (tzw. Helenówką) i Głojscami. Na zachód od Draganowej znajdują się Makowiska i Łysa Góra. Najwyższe wzniesienie w okolicy Draganowej to Łazy czyli Osikowa Góra (435,8 m n.p.m.) Sołectwo Draganowa obejmuje powierzchnię 4,88 km² (487,68 ha).

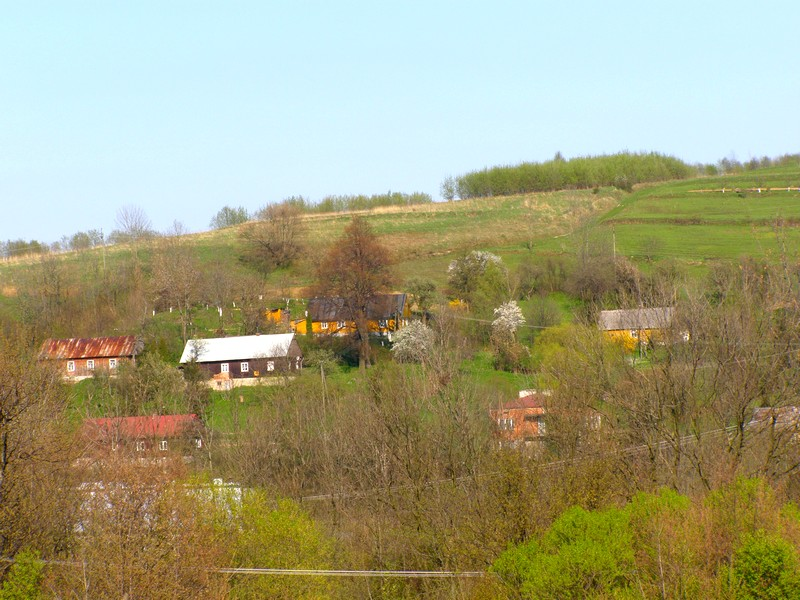
Charakterystyczna zabudowa
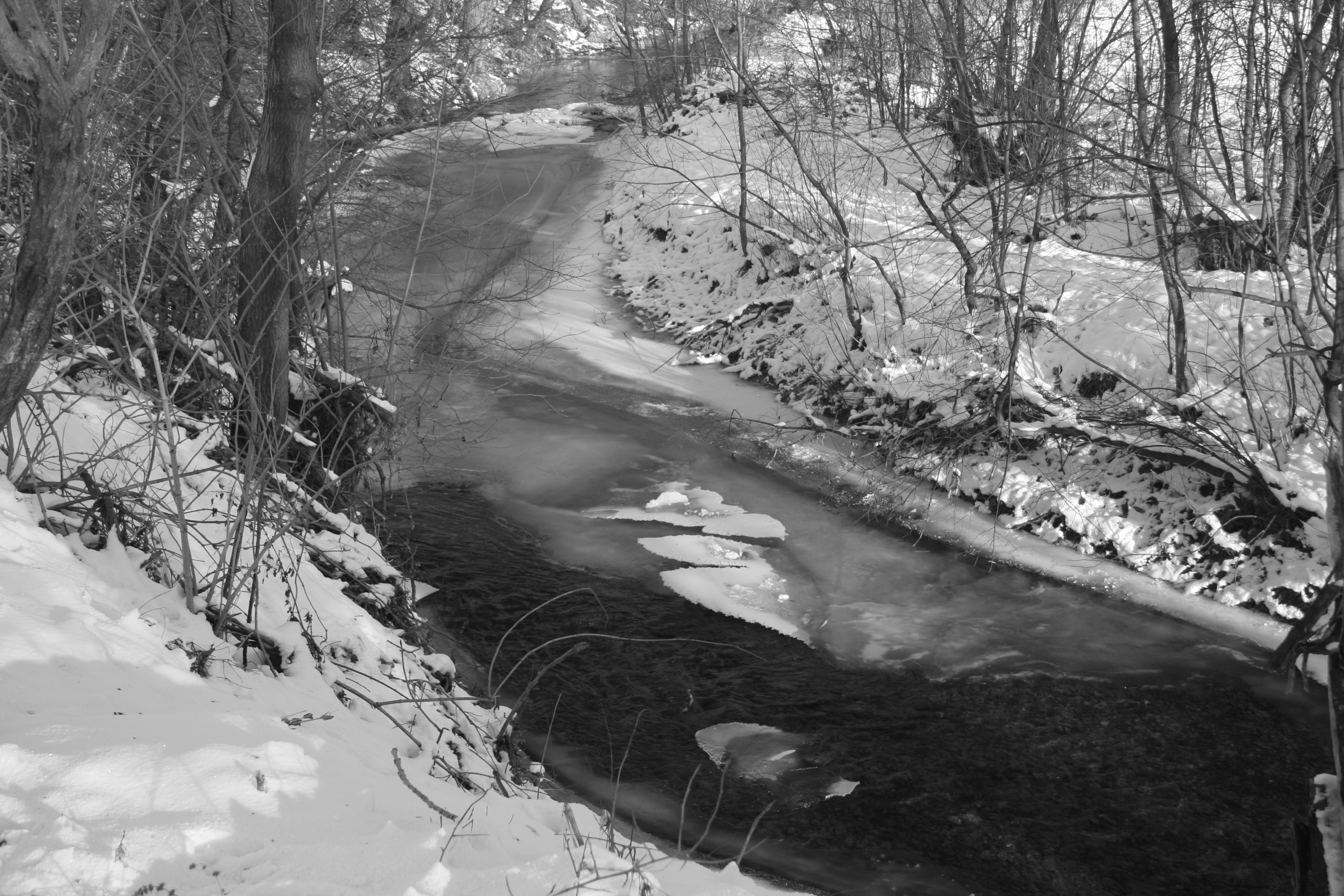
Iwełka w Draganowej
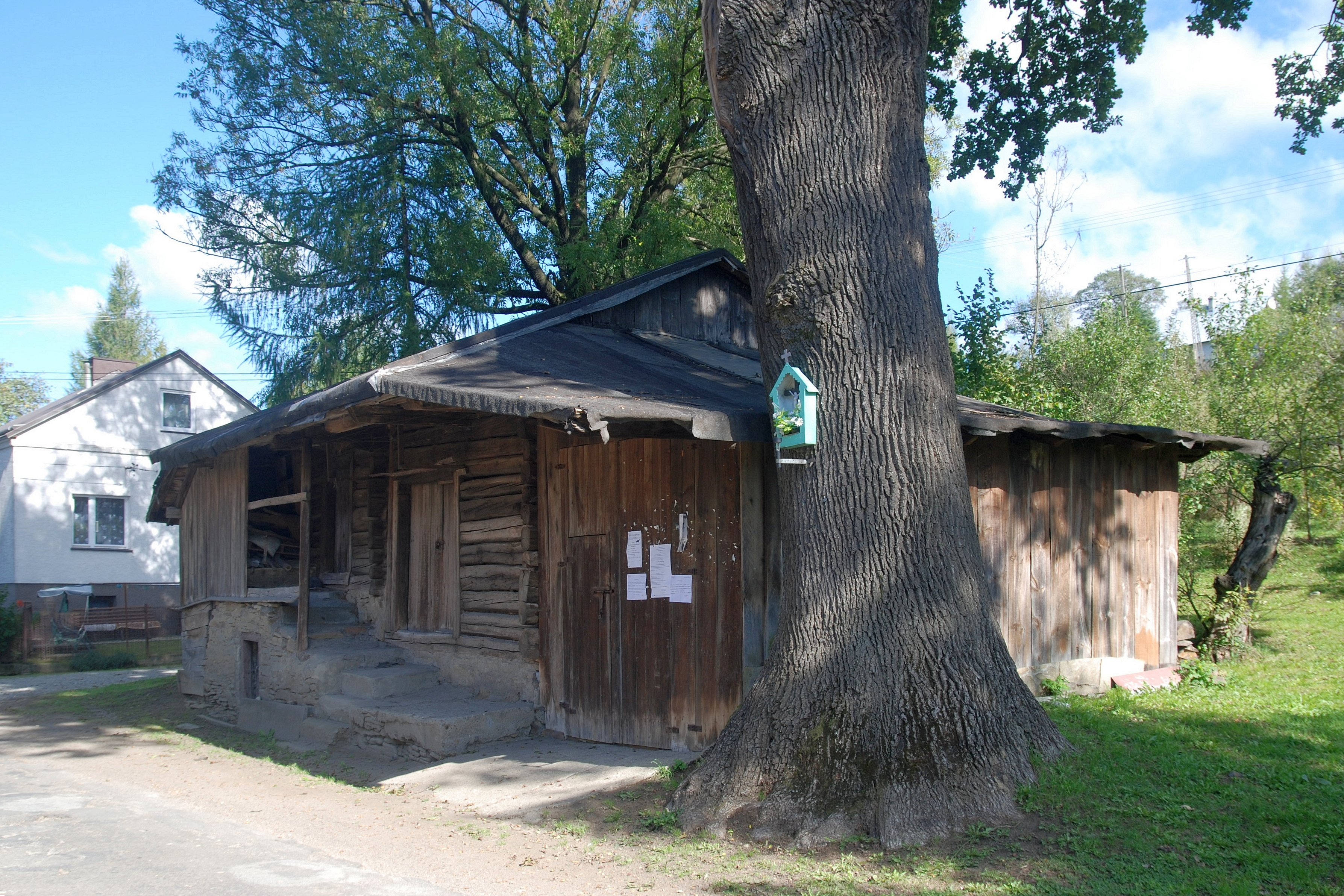
Dąb-pomnik przyrody i stara zabudowa

## Części wsi
| SIMC    | Nazwa      | Rodzaj    |
| ------- | ---------- | --------- |
| 0346997 | Dół        | część wsi |
| 0347005 | Góra       | część wsi |
| 0347011 | Łan        | część wsi |
| 0347028 | Na Kolonii | część wsi |
| 0347034 | Potok      | część wsi |

## Krajobraz
Przez wieś przepływa potok Iwielka, która posiada wiele nazw miejscowych. I tak w górnym biegu nazywana jest Hyrową, w średnim Iwliskami, zaś w dolnym Iwlą-Iwielką. Swoje źródła ma w Chyrowej u północno-wschodniego podnóża góry Krzemionki. Do Iwielki w Draganowej wpada sześć mniejszych potoków. We wsi są na Iwielce cztery mosty oraz porośnięta olchami wyspa. Draganowa położona jest na wzgórzach pokrytych lasami mieszanymi, które urozmaicają naturalny krajobraz.
Draganowa jest wsią zwartą, ciągnącą się po obydwu stronach asfaltowej drogi powiatowej, biegnącej z południa na północ. Droga łączy Draganową z sąsiadującymi od południa Głojscami, a dalej biegnie do drogi wojewódzkiej nr 993 Dukla -Nowy Żmigród. Na północ biegnie przez wieś Sulistrowa w kierunku wschodnim do Wietrzna, zachodnim do Toków i na północ do Chorkówki. Odległość od najbliższego miasteczka - Dukli wynosi 9 km, a od miasta powiatowego Krosna, przez Chorkówkę 18 km.
Wieś jest usadowiona w dolinie pomiędzy dwoma wzniesieniami (wzgórze 444 na zachód od Draganowej i wzgórze 433 na wschód), porosłymi częściowo krzewami, wykorzystanymi pod uprawę zbóż i roślin okopowych. Na granicy Draganowej z Sulistrową wzniesienia łagodnieją, przechodząc w teren prawie równinny.
Draganowa zaliczana jest przez Ministerstwo Rolnictwa i Rozwoju Wsi oraz Instytutu Uprawy Nawożenia i Gleboznawstwa w Puławach do ONW o specyficznych utrudnieniach – ONW to Obszar o Niekorzystnych Warunkach gospodarowania.

## Klimat
Draganowa leży w strefie klimatu górskiego. Zimy w Draganowej cechuje stosunkowo krótki okres mrozów, przerywany odwilżami. Lato trwa od 60–70 dni, a zima 100–110 dni. Początek okresu wegetacyjnego przypada tu między piątym a dziesiątym kwietnia, a koniec około dwudziestego piątego października. Długość tego okresu waha się w granicach od 200–210 dni. Pokrywa śnieżna utrzymuje się od 90–150 dni. Średnia suma opadów wynosi 730 mm rocznie. Średnia liczba dni z burzą w ciągu roku wynosi od 20–24.
Najbardziej charakterystyczne dla klimatu lokalnego, na który ma wpływ ukształtowanie powierzchni, zalesienie i wysokość, są tu bardzo silne wiatry wiejące w zimie z Przełęczy Dukielskiej. Podobnie jak wiatr halny, są suche i przynoszą odwilż. W obrębie wsi siła wiatru maleje, ze względu na obniżenie terenu, w którym leży. Wiatry tworzą ogromne zaspy, które często zalegają do końca kwietnia, zrywają glebę i gromadzą ją na zaspach. Wiatry zachodnie hamowane są tu przez stosunkowo duże wyniosłości, bezpośrednio przylegające do wsi.

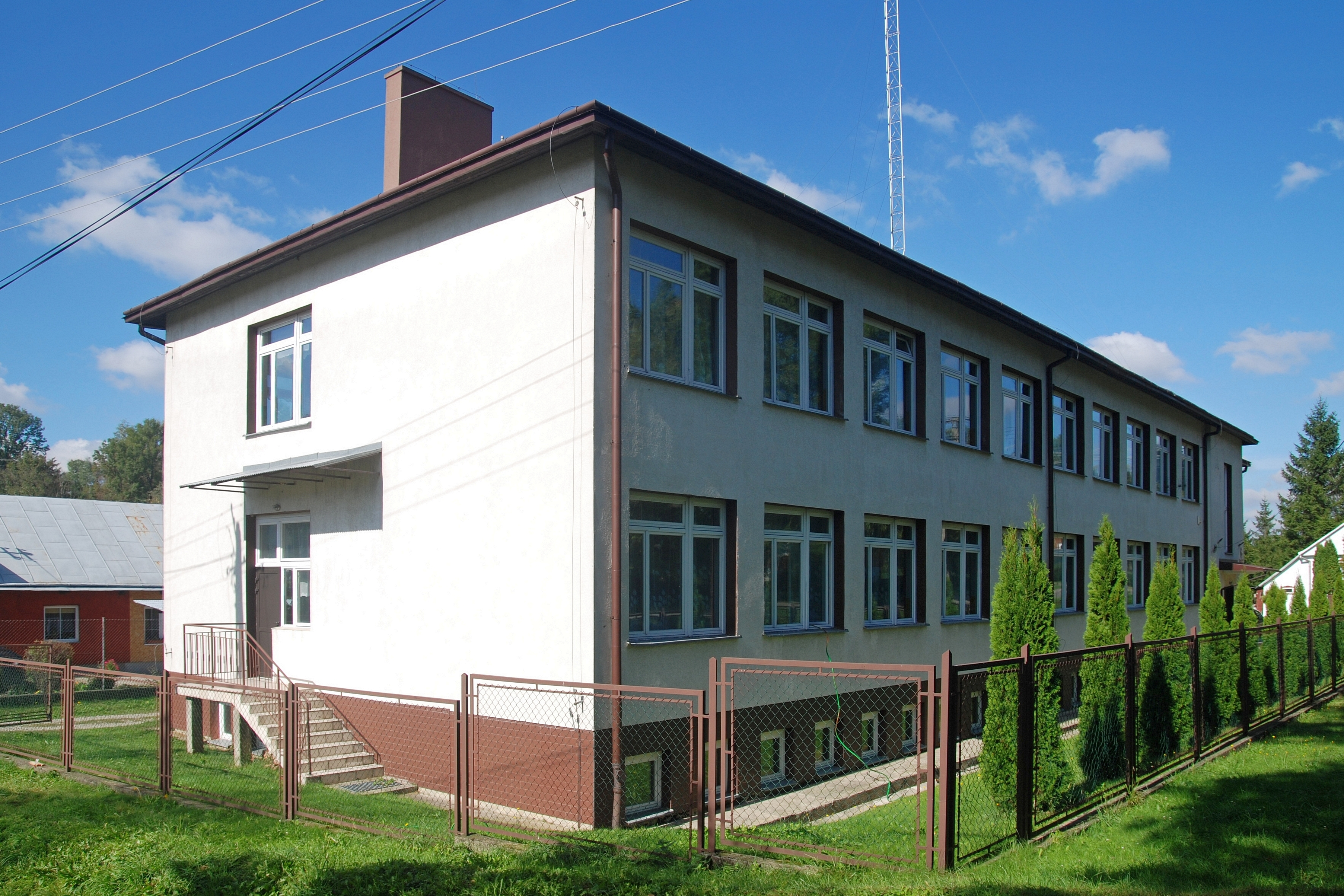
Szkoła
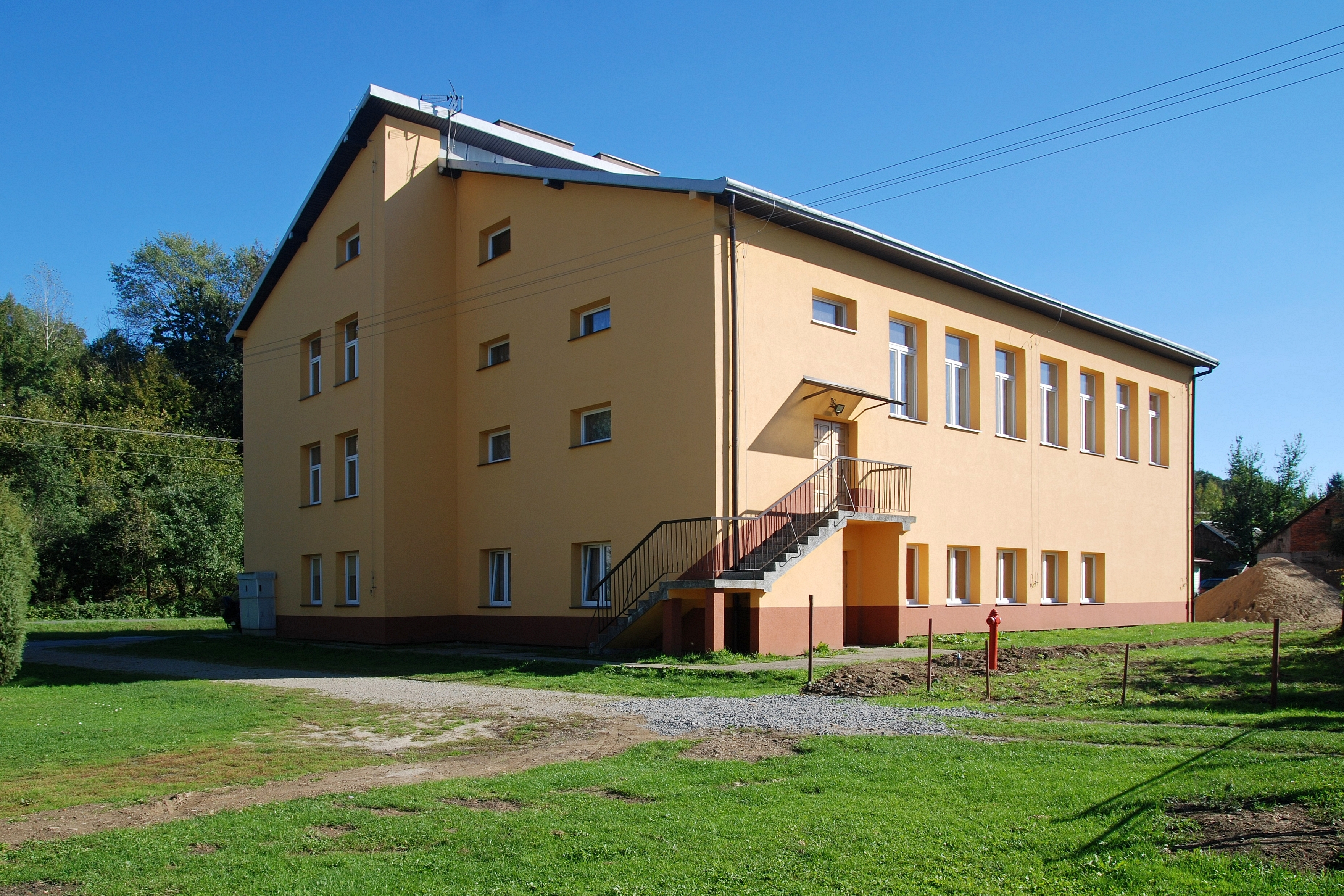
Dom ludowy, biblioteka, OSP
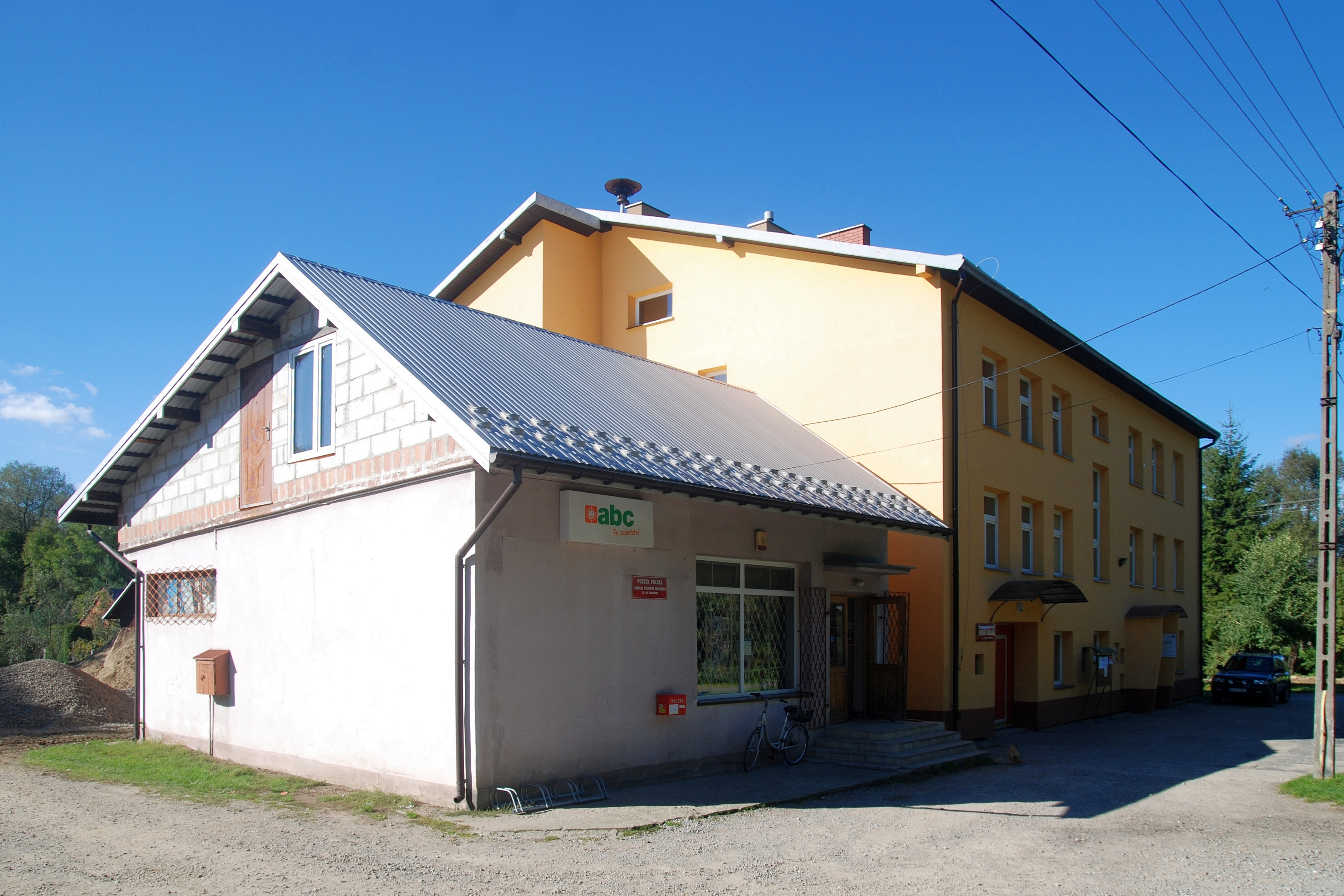
Sklep

## Flora
Do II wojny światowej okolice Draganowej podobnie jak cały Beskid Niski pokryte były lasami mieszanymi. Rabunkowa polityka prowadzona przez Niemców doprowadziła do zniszczenia bogatego drzewostanu. Zachował się jedynie mały obszar lasu mieszanego, ciągnącego się po wschodniej stronie wioski o łącznym obszarze 1,92 ha. Obecnie jest to młody las, ponieważ wyrąbano stare drzewa liczące ponad 100 lat.
W lasach mieszanych przeważają: buk, jodła, sosna i świerk. Poza tym spotyka się brzozę, lipę, grab, jesion, jawor, dąb i olchę. Te ostatnie porastają brzegi płynących przez wieś strumyków i noszą miejscową nazwę "olszynki". Podszycie lasu stanowią: maliny, jeżyny, czarne jagody zwane tu borówkami oraz poziomki. Rosną również różne gatunki paproci, mchów i wrzosów.
Z roślin kwiatowych najwcześniej zakwitają przebiśniegi, sasanki, zawilce, pierwiosnki, kaczeńce, przylaszczki i fiołki. Na wylesionych pagórkach spotyka się krzaki jałowca, głogu, tarniny, dzikiej róży, a nawet cisa. W licznych wąwozach, miedzach i potokach otaczających wieś od wschodu zakwitają w maju dzikie czereśnie.
Na miedzach i łąkach spotyka się również lecznicze zioła: żywokost lekarski, świetlik łąkowy, pięciornik gęsi, dziurawiec zwyczajny, rumianek, rutę i bylicę piołun. W miejscach wilgotnych występuje podbiał pospolity i skrzyp polny.

## Fauna
Lasy otaczające Draganową dają dobre warunki dla życia zwierząt dzikich, drapieżnych i szkodników. Należy wymienić tu wilki, dziki i lisy. Występują również kuny domowe i leśne oraz tchórze, gronostaje, norki i wydry. W lasach i na polach żyją jelenie, zające i wiewiórki. Na polach żyją pospolite gryzonie: myszy i szczury.
Z owadożernych występują natomiast: kret, jeż, gacek. Z ptaków szponiastych pospolite są tu jastrząb gołębiarz i myszołów, a z sów puszczyk i puchacz, z łażących: kukułka, dudek, dzięcioły, z wróblowych: wróbel domowy, zięba, szczygieł, trznadel, gil, czyż, skowronek, wrona, gawron, sroka, sójka, szpak, jaskółka, pliszka, drozd, słowik, sikory, wilga, gołębie, turkawka, kuropatwa, bocian biały, czajka oraz kaczki. Z gadów żyją tu: żmija, zaskroniec, jaszczurka zwinka i padalec, a z płazów żaba, salamandra i traszka. Spotykamy tu także małże.
Świat owadów reprezentują: mszyce, pszczoły, trzmiele, osy, szerszenie, mrówki, chrząszcze i biedronki, chrabąszcze majowe mające miejscową nazwę majki. Żyją tu również Świetlikowate zwane przez miejscową ludność robaczkami świętojańskimi, muchy, bąki, komary, mole, bielinki, świerszcze, koniki polne, pająki. W rzece występują raki a do ciekawych przedstawicieli fauny Draganowej należy zaliczyć często widywanego tu bociana czarnego.

## Pochodzenie nazwy wsi
Jest wiele teorii próbujących wyjaśnić pochodzenie nazwy "Draganowa".
W swej pracy magisterskiej pt. "Gwara Draganowej" Helena Szwast z Draganowej, powołując się na opracowanie Kazimierza Rymuta pt. "Nazwy miejscowe dawnego powiatu bieckiego", Prace Onomastyczne 23, podaje, iż nazwa "Draganowa" pochodzi od nazwy osobowej "Drogan" (Drogomir, Drogosław). Na terenie dawnego powiatu bieckiego (do którego należała Draganowa) nazwy dzierżawcze przybierały postać słowotwórczą na: -ów, -owa, -owo, od nazwy osobowej złożonej: Sulistryjowa i od nazwy osobowej skróconej: Draganowo.
Pod taką postacią (Draganowo) spotykamy po raz pierwszy nazwę wsi w 1366 roku w dokumencie, którego oryginał znajdował się, jeszcze w 1872 roku, w Zakładzie Narodowym im. Ossolińskich pod nr 142. Następne chronologiczne zapisy dla tych samych nazw mają formę żeńską lub męską, stąd w 1377 r. w dokumencie poświadczającym dział dóbr kobylańskich, spotykamy nazwę "Droganowa". Z kolei następuje zmiana rodzaju żeńskiego na męski i w dokumencie z roku 1487 nazwa wsi brzmi "Droganow". Nazwa dalej ulega zmianie, aż w 1494 r. pojawia się jako "Draganowa".
Praca zatytułowana "Urzędowe nazwy miejscowości i obiektów fizjograficznych w pow. krośnieńskim, Urząd Rady Ministrów", 1965, s. 24, podaje formę drugiego przypadku nazwy wsi, która brzmi "Draganowej" oraz formę przymiotnika "draganowski".
W tejże pracy wymienione są także nazwy poszczególnych części wsi: Dół, Góra, Łan, Kopalnia, Potok. Nazwy te funkcjonują do dziś. Mieszkańcy używają też innych nazw części wsi: Górka, Obszary, Pod Skałą, Stawiska, Szczerbówka, Zawsie, Zapłocie.
W Draganowej funkcjonują też różnorodne określenia działek rolnych, np. Bieszczodek, Butkówka, Dalidebrza, Depszczyna, Doły, Dzielnica, Dziurówki, Kąty, Kopalnia, Leszczyny, Łazy, Machówka, Na Ćwiertkach, Olszyny, Ostrowiec, Pod Jazem, Pod Stówkami, Porąbka, Przegięte, Przycznica, Skopkownia, Smreki (wym. Smroki), Stogłówki, Szuliki, Średnie, Toki, Uklejówka, Wątoka, Wierzgorz. Wolska Droga to nazwa polnej drogi prowadzącej od Sulistrowej przez Pasternik i Brzezówki na dominujące w okolicy wzgórze 433, dalej przez Górę Franków (Patryję 533m) – gdzie łączyła się z inną drogą biegnącą od starej kopalni ropy naftowej w Draganowej w okolicy dzisiejszego cmentarza i przez Teodorówkę, Nadole do Dukli. Według ustnych przekazów Wolska Droga stanowi jedną z odnóg tzw. Węgierskiego Traktu, szlaku handlowego biegnącego z Polski przez Przełęcz Dukielską na Węgry. Pierwotnie Trakt Węgierski wiódł z Tokaju przez Sarospatak, Storaljaujhely, Michalovce, Humenne, przełęcz Beskid, Jaśliska, Rymanów, Krosno. Ale szybko zmienił trasę na Svidnik, Przełęcz Dukielską, Duklę i do Krosna. Wszystko dlatego, że mieszczanie z Jaślisk żądali zbyt wielkich pieniędzy za przechowywanie wina. Obdzierani ze skóry kupcy węgierscy dogadali się z duklanami, którzy obiecali niższe stawki i szlak poszedł tamtędy. I pozostał do dziś.
Inna teoria głosi, że nazwa wsi "Draganowa" powstała od budowy nowej drogi, ponieważ stara droga biegła wzdłuż potoku.
Jeszcze inna koncepcja wykazuje, że nazwa wsi "Draganowa" pochodzi od rozegrania na tym terenie bitwy przez dragonów.
Warto również zwrócić uwagę, że wiele nazw terenowych i innych, używanych do dziś w tych stronach jest pochodzenia wołoskiego, co świadczy o sile tego elementu etnicznego w trakcie wielowiekowych wędrówek. Dla przykładu: Caryna (Caryńska Połonina, wieś Caryńskie) (porównaj współczesne rumuńskie car – "ziemia") oznacza tereny stale uprawianej roli; nazwa wsi Rzepedź wywodzi się od słowa 'repede' co w rumuńskim oznacza szybki, bystry potok. Poza tym wołoskie są też takie nazwy terenowe jak: Izwor, Pripor, Pripir, Runok, Sihła, Magura, Kiczora i wiele innych. Nazwa miejscowości – Dziurdziów, Dragaszów, Draganowa, Maniów i inne mogą pochodzić od wołoskich imion: Dziordź, Dradan, Manea.

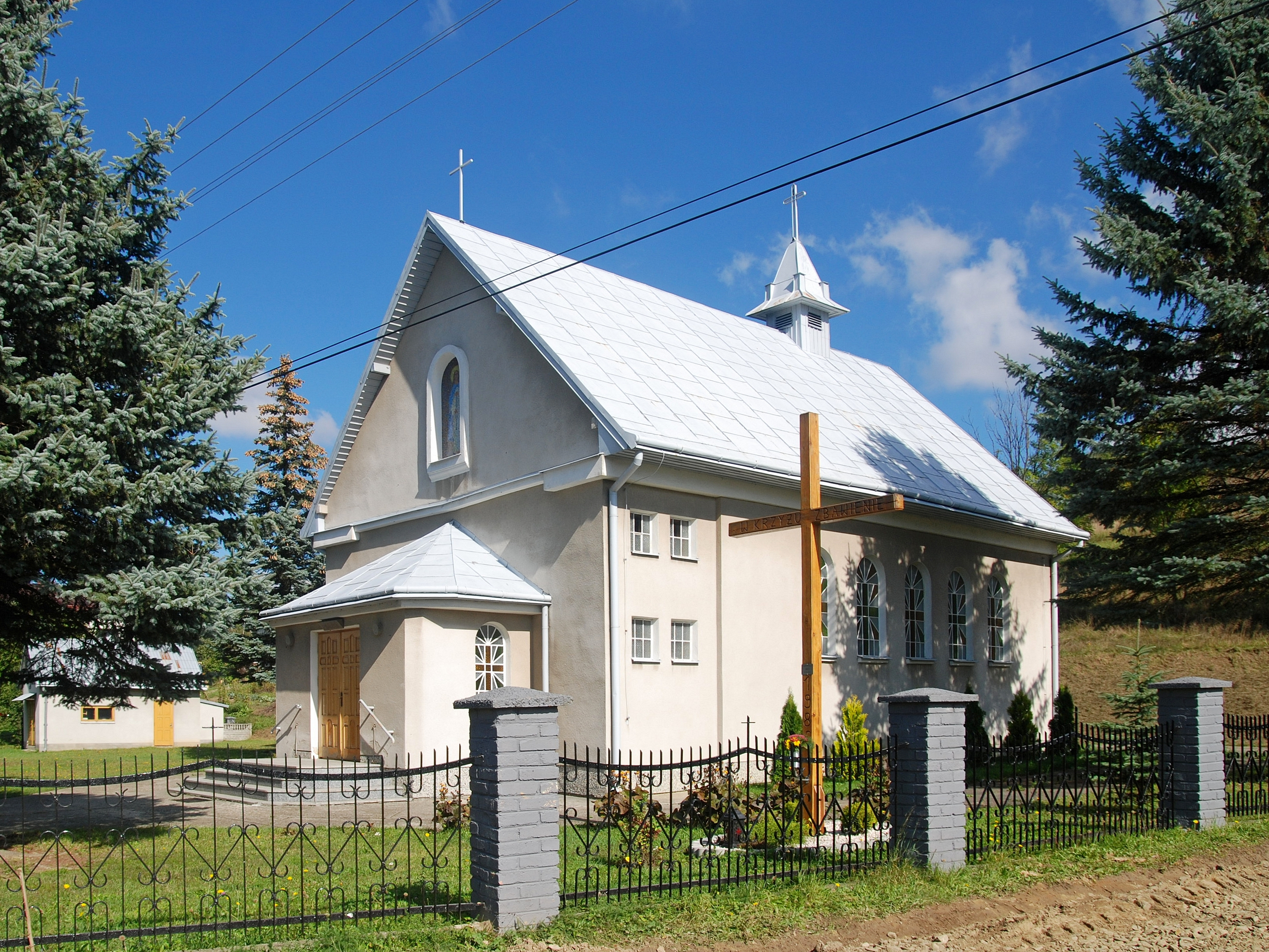
Kościół filialny
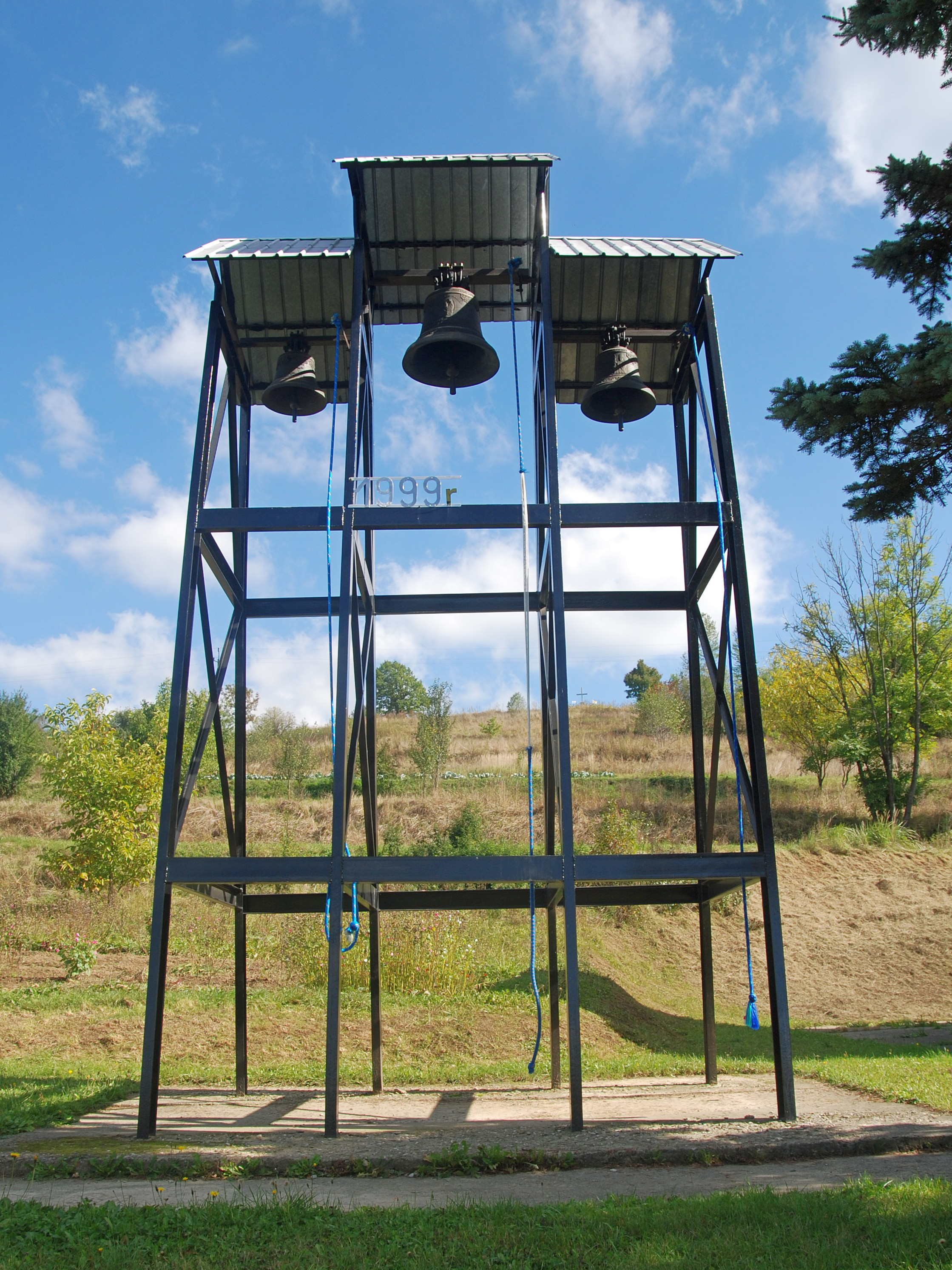
Dzwonnica
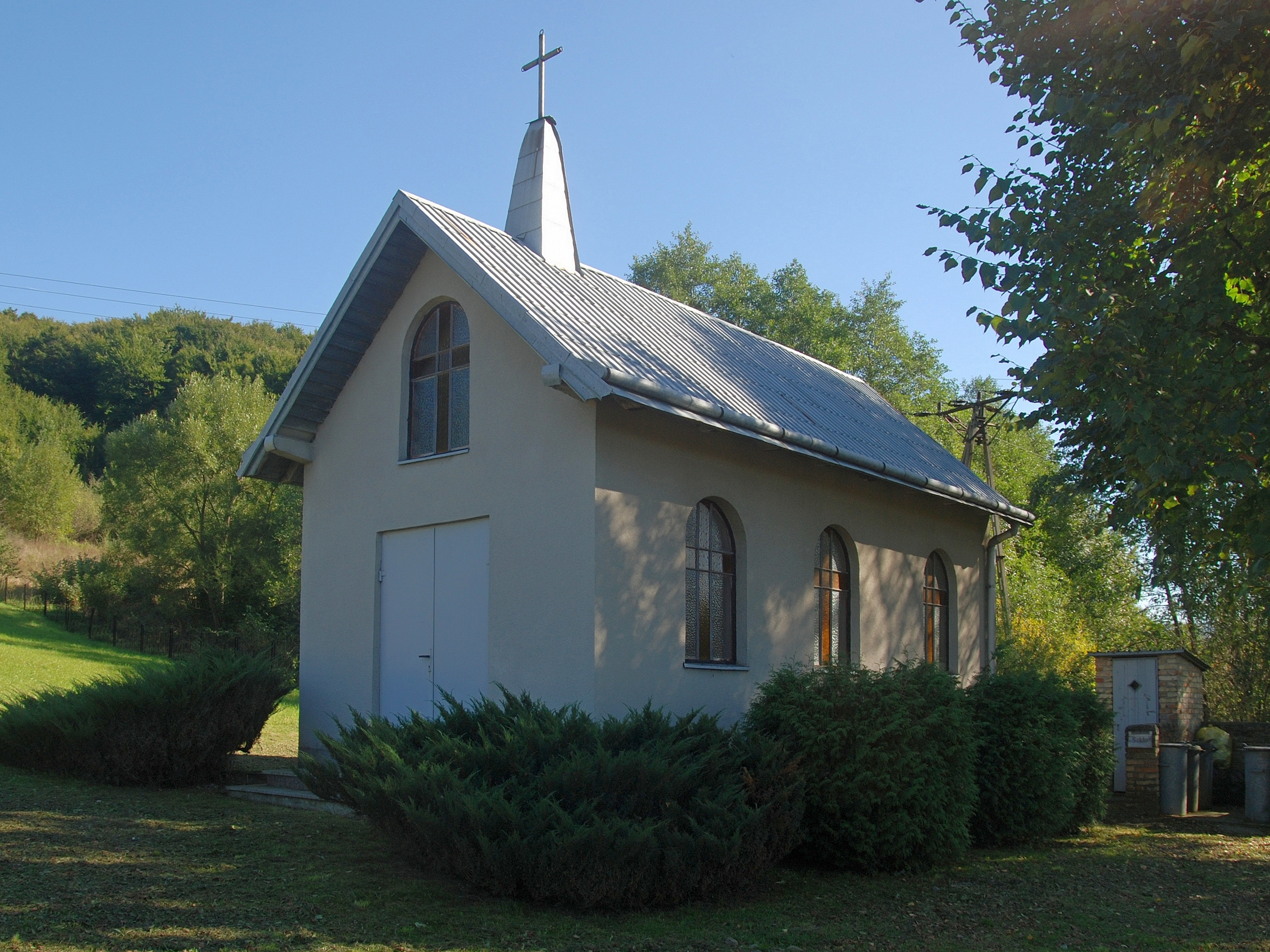
Kaplica

## Historia

### Prehistoria
Z historycznego punktu widzenia Beskid Niski i Podgórze Beskidzkie są strefą przejściową. Dzięki niskiemu położeniu powstało tu wiele dogodnych traktów komunikacyjnych, od niepamiętnych czasów prowadziły tędy szlaki handlowe oraz trasy wielkich migracji. Pierwsi ludzie pojawili się w Beskidzie Niskim około 9 tys. lat p.n.e., u schyłku paleolitu. Po odsunięciu się lodowca zaczęli tu napływać neolityczni rolnicy z Kotliny Panońskiej.
2500 lat p.n.e. sięgnęła tu ekspansja ludów tzw. kultury sznurowej znad górnego Dniestru, głównie pasterzy, wcześniej zapuszczających się w te tereny niż rolnicy. Odkrycia archeologiczne dowodzą, że człowiek ze swoim osadnictwem dotarł w rejon Beskidu Niskiego i Podgórza, gdzie położona jest wieś Draganowa, dość wcześnie.
Już w epoce neolitu (lata: 4200 do 1700 p.n.e.) występowało tu osadnictwo, czego dowodzą liczne przedmioty odkryte m.in. w: Niżnej Łące i Równem (toporki kamienne), w Łękach Dukielskich (dłuto krzemienne) i Wietrznie (wyroby obsydianowe). Dzięki nim wiadomo, że już wówczas zaczął się kształtować tu szlak komunikacyjny, wiodący doliną Jasiołki w kierunku Przełęczy Dukielskiej i dalej na południe.
Na początku epoki żelaza przeszła tędy następna fala osadnicza w latach kultury łużyckiej (1100-650 p.n.e.). Świadectwem tego są znaleziska archeologiczne z Równego, Zboisk, Lipowicy i Kobylan a przede wszystkim odkryte w Wietrznie cztery groby ciałopalne typu popielcowego. Znaleziono w nich m.in. szpilę brązową płaską oraz podkowiastą brzytwę z brązu. Przedmioty te trafiły tu prawdopodobnie zza Karpat. Na obrzeżach Beskidu powstały grody, m.in. w Wietrznie, Bieczu i Trzemes,zowie.
Około 500 r. p.n.e. osadnictwo łużyckie zaczęło się wycofywać, by 300 lat później zniknąć zupełnie. Spowodowane było to ochładzaniem się klimatu, utrudniającym rolnictwo. Karpaty opustoszały na kilkaset lat. Jednocześnie rosło znaczenie przełęczy, którymi podążały karawany kupieckie.

### Starożytność
Śladami po trzeciej z kolei wielkiej fali osadniczej są zabytki archeologiczne z okresu rzymskiego. Kształtował się wówczas tzw. szlak bursztynowy. Jedna z odnóg szlaku bursztynowego wiodła przez Przełęcz Dukielską. Dowodem tego są m.in. monety rzymskie znalezione w Dukli, Wietrznie i Iwoniczu (z czasów Konstantyna Wielkiego, Marka Aureliusza i Justyniana I). W okresie wpływów rzymskich w Wietrznie istniała już duża osada mieszkalna, z własnym rzemieślniczym ośrodkiem wytwórczym. Osada utrzymywała kontakty handlowe z krajami południowymi i nadbałtyckimi. Za istnieniem podobnej osady w Równem przemawiają szczątki wielkiego glinianego naczynia do przechowywania zapasów żywności.

### Średniowiecze
W Wietrznie natrafiono również na ślady silnie umocnionego grodu granicznego. Istniał on w okresie, gdy ziemie te wchodziły w skład państwa Wiślan (VIII – IX wiek). Znajdowało się w nim kilkadziesiąt budynków. Dookoła grodu wznosił się poczwórny wał obronny. Osada została zniszczona w XI wieku, prawdopodobnie w wyniku pożaru.
Po wejściu tych ziem w skład państwa polskiego, szeroką działalność kolonizacyjną, zaczęło prowadzić tu opactwo Cystersów z Koprzywnicy.
Właścicielem ogromnych włości na tych terenach został za czasów króla Kazimierza Wielkiego jego kanclerz – Janusz Suchywilk a następnie jego bratankowie i ich potomkowie. Był on synem Przecława z Gułtowa (wojewody kaliskiego). Matką Suchywilka była siostra Jarosława Bogorii, arcybiskupa gnieźnieńskiego. Związek z rodziną arcybiskupa gnieźnieńskiego wpłynął zapewne na decyzje dotyczące przyszłości Janusza i jego braci. Synów wojewody było kilku. Jednym z nich mógł być Abraham z Baranowa, starosta ruski w latach 1352–1358, żyjący jeszcze w 1364 r. Niezaprzeczalnie byli nimi: Jan vel Janusz Suchywilk i Jakusz Cztan (wym. Ksztan) ze Strzelec. Ojciec, w porozumieniu z teściem zdecydowali zapewne, że Janusz ze względu na drobną posturę (stąd późniejsze określenie Suchywilk) nie rokował sukcesów jako rycerz i znacznie lepszym rozwiązaniem byłoby przeznaczenie go do stanu duchownego.
Janusz skończył studia teologiczne i jako doktor dekretów (doctor decretorum) rozpoczął karierę duchowną. W 1351 został proboszczem gnieźnieńskim, w 1357 dziekanem krakowskim. Janusz odznaczał się nieprzeciętnymi zdolnościami politycznymi i organizacyjnymi gdyż w 1356 r. został kanclerzem ruskim a w 1357 krakowskim czyli koronnym. W 1370 r., po śmierci króla Kazimierza Wielkiego był wykonawcą jego testamentu. W 1373 r. został arcybiskupem gnieźnieńskim – w czym kluczowy udział miał jego wuj Jarosław. Decyzja arcybiskupa Jarosława nie spotkała się z uznaniem otoczenia – jednakże Janusz udał się bezpośrednio do papieża i przekonał do słuszności decyzji – udowodnił swoją osobowością, że nie tylko koneksje rodzinne ale talenty polityczne i wykształcenie teologiczne potwierdzają jego kwalifikacje do tak stanowiska w hierarchii kościelnej. W 1374 r. uzyskał od papieża potwierdzenie nominacji. Umarł w Żninie 5 kwietnia 1382 r.
Postać Janusza oceniana jest niejednoznacznie. Z jednej strony sprawny organizator – twórca pierwszej ordynacji w 1366 r. Zręczny, ambitny polityk i duchowny. W tamtym Janusz Suchywilk okresie osiągnął szczyty kariery jak na osobę spoza dynastii panującej. Za wieloma decyzjami Kazimierza Wielkiego, szczególnie u schyłku panowania, stał niewątpliwie kanclerz Janusz (pogląd ten znajduje potwierdzenie w słowach kronikarza Jan z Czarnkowa). Z drugiej zaś strony krytykowany był za nepotyzm – aktywnie wspierał kariery członków najbliższej rodziny.
Dobra swoje Kobyle vel Kobylany, Duklę i 13 wsi w powiecie bieckim (m.in. Chorkówka, Draganowa, Głojsce, Chyrowa, Iwla, Leśniówka, Łęki Dukielskie, Mszana i Sulistrowa) oddał w 1366 r. bratankom czyli jak to się ówcześnie mówiło synowcom: Wilczkowi, Piotrowi, Mikołajowi, Mroczkowi i Janowi. Była to pierwsza w Polsce ordynacja, czyli dziedziczenie m.in. z wyłączeniem linii żeńskiej. Byli to synowie Jakusza Cztana ze Strzelc.
Wieś Draganowa po raz pierwszy wymieniana tu jest w dokumencie pisanym, wydanym w dniu 28 sierpnia 1366 roku przez Kazimierza Wielkiego. Wystawiony we Włodzimierzu dokument zatwierdzał podział majątku kanclerza Suchywilka i darowanie części majątku bratankom. Następne, dotyczące Draganowej, źródło pisane pochodzi z 1377 roku. 17 października tegoż roku bracia Jakusz, Mikołaj i Piotr, synowie zmarłego Jakuba Cztana, rycerza i dziedzica Strzelc, podzielili się dobrami w ten sposób, że Draganowa i inne posiadłości (dobra Kobylańskie) dostały się Jakuszowi i jego potomkom. Dział ten potwierdziła królowa Jadwiga dnia 1 grudnia 1385 roku w Krakowie na prośby Janusza, Przecława, Jakusza i Domarada – synów Jakusza Cztana.
Tak więc Draganowa, podobnie jak cały klucz kobylański, była wsią szlachecką. Położona była 7 km na południowy wschód od Nowego Żmigrodu, 8 km na zachód od Dukli, 2 km na południe od Kobylan. Dalszy ciąg opisanej historii wsi, jest najczęściej chronologicznym zapisem transakcji i procesów sądowych. Wynika to z faktu, że głównymi zachowanymi źródłami pisanymi z tych czasów, dotyczącymi wsi Draganowa, są akta sądowe. W dokumentach tych widać również ewolucję nazwy wsi: w 1366 Droganowo, 1377 Droganowa, 1487 Draganow, Droganow (wymiennie), 1494 Draganowa

### Polska Jagiellonów
W 1408 r. Domarad z Kobylan, poręczając za brata Jakusza, sprzedał Draganową wraz z inną pobliską wsią Makowiska za 300 grzywien Wiernkowi z Gabania.
W 1412 roku Wiernek z Gabania wyznacza żonie Małgorzacie 300 grzywien wiana na wsiach Makowiska i Draganowa.
W 1414 roku tenże Wiernek z Gabania wyznacza synowi Wiernkowi jako jego część podziału trzecią część wsi Makowiska i Draganowa. Wiernek syn Wiernka z Gabania sprzedaje za 700 grzywien groszy praskich (nie podano komu) trzecią część we wsiach Makowiska i Draganowa.
W 1419 roku Zbychna wdowa po Wiernku z Gabania zeznaje, że nie będzie niepokoić synów Wiernka czyli braci przyrodnich: Wiernka, Stanisława Łaszka, Bernarda i Piotra o dziedzictwo: Stroni, Makowisk, Draganowej i Woli (Chirwatowej dziś Wolicy).
W 1467 r. Jan Kobyleński został pozwany przez Mikołaja i Katarzynę Stadnickich oraz Jana i Krzesława Wojszyków, rodzeństwo przyrodnie niepodzielone, dziedziców Żmigrodu o to, że nie chce z nimi dokonać rozgraniczenia i usypania kopców między ich posiadłościami: Siedliskami, Lisią Górą (dziś Łysa Góra) a należącymi do niego: Makowiskami, Leszczyną, Draganową i Głoścami (dziś Głojsce).
W 1482 r. w umowie majątkowej między Agnieszką z Bnina (woj. Kaliskie) żoną Jakuba z Dębna kasztelana krakowskiego a jej synem Hieronimem Kobyleńskim z Kobylan tenże, poręczając za nieletnich braci Jana i Jakuba, zobowiązuje się, że nie będą od niej wykupywać do jej śmierci zapisanych jej tytułem posagu i wiana przez ich ojca (a jej pierwszego męża Jana Kobyleńskiego) dóbr Kobylany, Makowiska, Draganowa i Głosce.
W 1485 bracia: Hieronim, Jan i Jakub z Kobylan zobowiązują się wypłacić 2300 florenów węgierskich Piotrowi Myszkowskiemu tytułem posagu ich siostry Agnieszki pod gwarancją wwiązania go do Kobylan, Sulistrowej, Makowisk, Draganowej i Głośców.
W 1487 z podziału dóbr między braćmi Hieronimem, Janem i Jakubem z Kobylan, Hieronimowi przypadają Kobylany z wsiami, m.in. Draganowa. Draganowa należała wówczas do powiatu bieckiego.
W 1494 urodzony Hieronim Kobyleński, dziedzic Kobylan, zastawia za 100 florenów Janowi Kolanowskiemu wsie: Głosce i Draganowa.
W 1496 Hieronim Kobyleński z Kobylan zeznaje, że aprobując ordynację swego przodka kanclerza Janusza potwierdzoną przez Kazimierza Wielkiego w r. 1366 i nie mając męskiego potomstwa na zasadzie tej ordynacji darowuje braciom Janowi i Jakubowi Kobyleńskim odziedziczone genealogicznie po kanclerzu dobra Kobylany w tym między innymi wieś Draganową.
W 1508 dokumenty zarejestrowały w Draganowej pobór z 4 łanów.
W 1529 roku Jan z Kobylan kasztelan rospierski ustępuje synowi Mikołajowi uzyskane w spadku po swym bracie Hieronimie dobra Kobylany, między innymi z wsią Draganowa.
W 1530 roku wyrokiem sądu królewskiego Jan Kobyleński (Kobylański, Kobyliński) herbu Grzymała, kasztelan rospierski i jego syn Mikołaj winni dać Dorocie z Tarnowa w powiecie pilzneńskim żonie Jana Tarły ze Szczekarzowic powiat sandomierski, wwiązanie w połowę Kobylan, Draganowej i Głośców oraz w całe wsie Łęki, Sulistrową i Makowiska.
W latach 1530–1536 Draganowa miała 4 łany, istniała karczma i młyn dziedziczny o jednym kole.
W 1581 roku ówczesny posiadacz Draganowej, Stanisław Bolikowski, płacił podatki od dwóch łanów kmiecych, dwóch zagrodników z rolą, czterech komorników z bydłem a 1/2 łanu była opustoszała
W 1596 roku Draganowa należała do parafii Żmigród Stary.

### PRL
Po zakończeniu II wojny światowej mieszkańcy Draganowej przystąpili do odbudowy swoich domów zniszczonych podczas bitwy w Dolinie Śmierci. Uruchamiane są warsztaty rzemieślnicze: kuźnia i młyn wiatrakowy Władysława Świątka, drugi młyn wiatrakowy Szczepana Jastrzębskiego, warsztaty stolarskie Józefa Jastrzębskiego, Tomasza Rymara, Władysława Pieknika, Henryka Węgrzyna, Jana Wierdaka, warsztaty szewskie – Alfreda Skrzęty, Michała Wierdaka, Piotra Jastrzębskiego, zakład szklarski Władysława Węgrzyna.
Rusza ponownie wydobycie ropy naftowej w Kopalni Ropy Naftowej w Draganowej, założonej przez firmę "Polmin" w 1936 roku. Kopalnia jest miejscem pracy dla wielu mieszkańców Draganowej. Praca odbywała się na trzy zmiany, funkcjonowało 7 szybów (szyby typu: "Bitkowski" i typu: "S.M."), wiercono udarowo na głębokość do 1500 metrów. Funkcjonował kierat, najpierw napędzany ręcznie, w późniejszym okresie przez silnik elektryczny, istniała również kolejka linowa. W 1950 roku doprowadzono prąd elektryczny do kopalni. W kopalnianej kuźni wykorzystywany był gaz ziemny wydobywany razem z ropą. W 1958 roku po awarii otworu (zagwożdżenie) kopalnia została zamknięta.
Od 1947 roku w Draganowej działało ogniwo PPS a po zjednoczeniu PPS i PPR organizacja PZPR. Sekretarzami wiejskiej POP byli m.in. Stanisław Klecha, Władysław Kordyś, Jan Jastrzębski. W tym samym roku założono we wsi koło ZSL.
Wieś wyróżnia się w okolicy aktywnością społeczną mieszkańców. Na wykupionych za zebrane społecznie środki parcelach wybudowano w tzw. "czynie społecznym": remizę strażacką, szkołę, sklep spożywczy, dwa domy ludowe (najpierw drewniany, później murowany), garaże kółka rolniczego (najpierw drewniane, później murowane), cztery kilometry drogi asfaltowej, dwa przystanki PKS, most betonowy, kościół, drugą połowę szkoły.
Od 1952 roku uruchomiono w Draganowej Agencję Pocztowo-Telekomunikacyjną. Z poczty korzystali mieszkańcy Głojsc, Sulistrowej i Kobylan.
Również w 1952 roku założono Ochotniczą Straż Pożarną, która liczyła 15 członków. Strażacy posiadali ręczną sikawkę oraz wóz na drewnianych kołach. Pierwszym komendantem był Stanisław Soliński.
W 1954 roku została zelektryfikowana cała wieś Draganowa, założono oświetlenie uliczne w głównych miejscach wsi.
W 1957 roku wybudowano jedną z pierwszych w powiecie krośnieńskim murowaną remizę strażacką.
W 1958 roku został wymieniony w OSP Draganowa sprzęt z ręcznego na mechaniczny (motopompa). Strażacy otrzymali nowe ubrania bojowe.
W 1959 roku wybudowano we wsi betonowy most na potoku Iwielce.

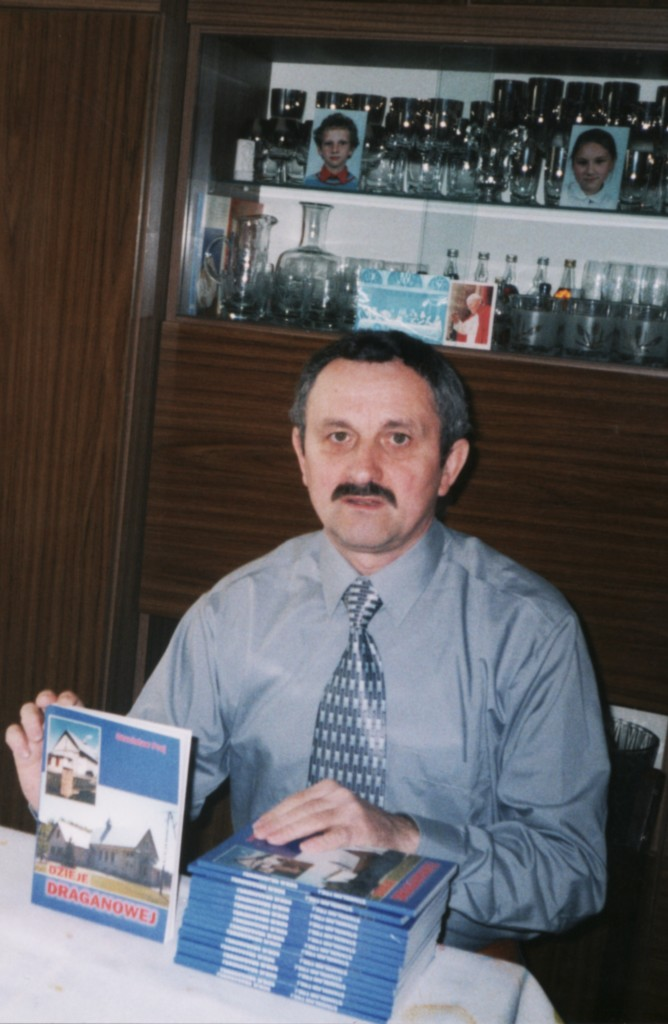
Autor książki "Dzieje Draganowej" – Stanisław Frej w swoim mieszkaniu w Krośnie.

31 października 1974 roku powstał pierwszy klub sportowy w Draganowej. Założono wtedy Ludowy Zespół Sportowy w Draganowej. Jego założycielami byli: Stanisław Węgrzyn, Edward Chomentowski i Stanisław Frej. Pierwszym prezesem LZS w Draganowej wybrano Stanisława Freja. Powołano dwie sekcje – piłki nożnej i siatkowej. W 1975 roku LZS w Draganowej został zarejestrowany przez zrzeszenie LZS przy Urzędzie Gminy w Chorkówce. Zrzeszonych było 56 członków. Pierwszy mecz piłki nożnej rozegrano 1 maja 1975 roku w Kobylanach w ramach rozgrywek w lidze wiejskiej. Draganowa wygrała ze "Zrywem" Kobylany 4:1. Pierwszą bramkę dla LZS Draganowa strzelił – Stanisław Węgrzyn. Trenerem i kapitanem był Jan Adamusik. Piłkarze występowali w koszulkach czerwono-granatowych, w spodenkach czerwonych z białym paskiem, getrach niebiesko-białych. Po pierwszej rundzie drużyna zajmowała I miejsce w grupie. W drugiej, rewanżowej rundzie drużynie wiodło się gorzej i do klasy wyższej awansował LZS Kopytowa. Młodzi chłopcy z Draganowej grali w piłkę nożną w okolicznych wsiach: Iwli, Łękach Dukielskich, Kobylanach. Mieczysław Skwara był kapitanem drużyny w Kobylanach a Adam Olszyk w Chorzowie. Piotr Smolak reprezentował woj. krośnieńskie na spartakiadzie młodzieży w biathlonie, startował na zawodach w kraju i poza granicami. Alfred Munia był mistrzem Okręgu Krakowskiego w boksie. Na zakupionej pod budowę Domu Nauczyciela w Draganowej działce, pod koniec lat sześćdziesiątych LZS w 1975 roku wybudował boisko do piłki siatkowej.

### Współczesność
W końcu XX wieku w Draganowej mieszkańcy wsi wybudowali kościół, dom kultury (zwany domem ludowym) i nową, murowaną szkołę. W kościele pw. Matki Bożej Różańcowej zbudowanym w 1985 roku, pierwsza msza św. odbyła się 17 listopada 1985 r. Świątynię poświęcił Biskup Przemyski Bolesław Taborski. W wiejskim Domu Kultury w Draganowej zbudowanym w 1983 r. mieści się biblioteka wiejska i sala do urządzania przyjęć oraz remiza strażacka. W 1999 oddano do użytku nowo wybudowana szkołę. Szkoła jest malutka, jednociągowa, z klasami łączonymi i liczy niewiele ponad 50 dzieci.

## Ludzie związani z Draganową
- Władysław Kandefer - artysta rzeźbiarz i malarz; autor rzeźby ołtarzowej „Matki Boskiej Różańcowej” w kościele Matki Bożej Różańcowej w Draganowej